# Igor Kapišinský

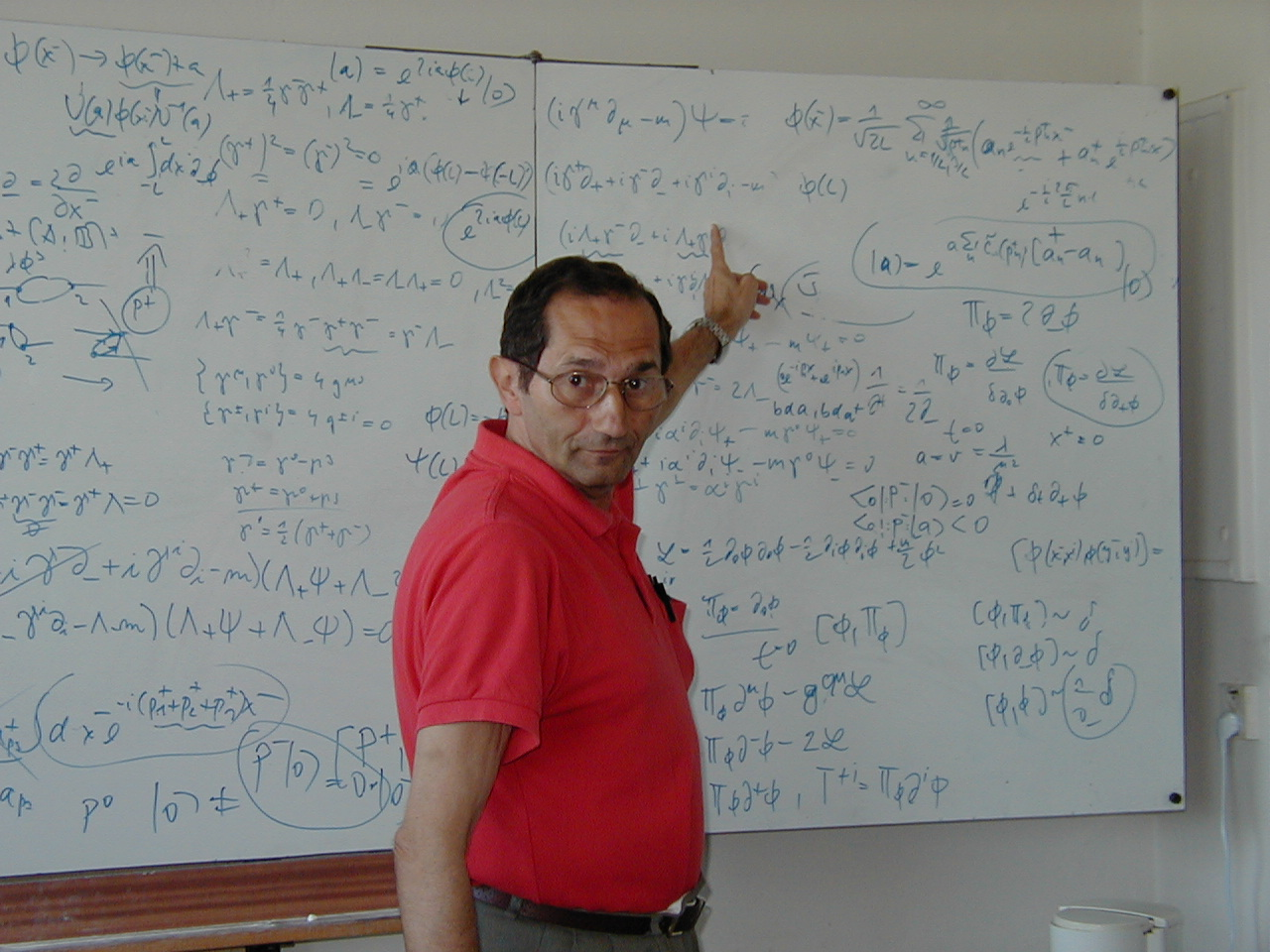
Kapišinský u tabule

Igor Kapišinský (* 4. července 1947, Bratislava, Československo – 9. září 2014) byl slovenský astronom a překladatel.

## Život
Igor Kapišinský se narodil v Bratislavě, kde navštěvoval základní školu. Později se s rodinou přestěhoval do Košic.
Studoval na Přírodovědecké fakultě Univerzity Pavla Jozefa Šafárika v Košicích obor matematika-fyzika, zároveň se pokoušel studovat teologii, ale z politických důvodů byl nakonec nucen studium zanechat. Později studoval na Přírodovědecké fakultě Univerzity Komenského v Bratislavě obor fyzika se specializací astronomie. Jako student hrával soutěžně basketbal a reprezentoval ČSSR na Mistrovství Evropy juniorů a kadetů, se kterým získal v roce 1966 4. místo.

## Vědecká činnost

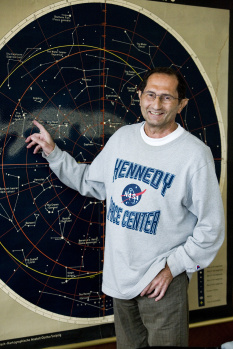
Kapišinský a hvězdná mapa

Od roku 1973 nepřetržitě pracoval v Astronomickém ústavu SAV, věnoval se studiu meziplanetární hmoty. V roce 1975 získal v ústavě titul RNDr. V roce 1980 potom vědecký titul CSc. Na Slovensku založil tzv. Laboratorní astrofyziku (astronomie přes mikroskop) za účelem dokonalejší analýzy chemických a fyzikálně-optických vlastností kosmických mikročástic, v úzké spolupráci s NASA (hlavně dodávky vzorků kosmického materiálu). Své převážně teoretické práce publikoval v řadě odborných časopisů. Téměř 30 let byl řádným členem 22. komise Mezinárodní astronomické unie a 10 let jediným členem 51. komise IAU (Bioastronomy; Search for Extraterrestrial Life) na Slovensku.
Věnoval se popularizaci vědy a vědeckého myšlení. Je spoluzakladatelem a účastníkem v Společnosti pro podporování kritického myšlení (SPPKM). Je řádným členem teologického fóra, které sdružuje teologů i laiky liberálního myšlení.
Vedle své vědecké práci se věnoval i překladatelské činnosti, hlavně z angličtiny v oblasti fyziky a astrofyziky (speciální prací Stephena Hawkinga), za což získal dvě ceny Literárního fondu (1994 a 2002), jakož i cenu LF za nejlepší vědeckou esej (1993). V roce 2008 byl spoluautorem s největší kapitolou v knize - monografii Hmota-Život-Inteligencia. Poslední dílo, které přeložil z angličtiny, byla Hawkingova kniha Vesmír v ořechové skořápce.